# 나가세 렌
나가세 렌(일본어: 永瀬 廉, 1999년 1월 23일 ~ )은 일본의 아이돌 King & Prince의 멤버이다.
도쿄도 출신. STARTO ENTERTAINMENT 소속.

## 내력
어머니가 이력서를 보내어 2011년에 쟈니스 사무소에 입소하였고, 칸사이 쟈니스 Jr.으로 활동을 시작하였다. 그 해 칸사이 쟈니스 Jr. 내 유닛·A, 소년멤버로 활동하기 시작하였고, 2012년에는 니시하타 다이고, 오오니시 류세이와 함께 유닛·나니와 황자를 결성하였다.
2015년 6월 5일 결성된 기간 한정 유닛·Mr.King vs Mr.Prince 멤버로 선발되었고, Mr.KING으로서 활동을 계속하고 있다.
2017년 4월부터 메이지 학원 대학 사회 학부에 진학하는 것을 발표하였다.
2018년
- 1월 17일 King & Prince 데뷔 확정

- 5월 23일 1st CD 데뷔 싱글 〈シンデレラガール〉 발매

## 출연

### 무대
- DREAM BOYS (2014년 9월 4일-9월 30일 제국 극장)
- 2015 신춘 JOHNNYS'World (2015년 1월 하루-27일 제국 극장)

### 드라마
- 노부나가의 요리사 (2013년 1월 11일-2013년 3월 15일텔레비전 아사히) - 모리 란마루 도움

### 영화
- 시노부 자카리아니 찾아 뵘.미래의 싸움(2014년 6월 7일 공개)-카자하의 소년기 역

### 뮤직비디오
- Sexy Zone
  - "Sexy Summer에 눈이 내려" (2012년)
  - "Cha-Cha-Cha챔피언" (2015년)
  - "Let's Go To Earth" (2015년)

### 콘서트
- 칸사이 쟈니스 Jr.『 봄 방학 특별 콘서트 2014』 (2014년 3월 하루 - 3월 25일, 오사카 쇼치쿠좌)
- 칸사이 쟈니스 Jr.『 X'mas Show 2014』 (2014년 11월 30일 - 12월 25일, 오사카 쇼치쿠좌)
- 칸사이 쟈니스 Jr.『 봄 방학 특별 show 2015』 (2015년 3월 21일 - 3월 31일, 오사카 쇼치쿠좌)
- 사마천 스테 쟈니스 킹(나가세 렌·SixTONES·Travis Japan) (2016년 8월 17일 - 25일 EX극장 롯폰기)